# 라치오 철도 1호선
라치오 철도 1호선 (FL1, 2012년까지는 FR1)은 이탈리아 로마의 라치오 철도를 이루는 지역철도 노선으로 트레니탈리아가 운영하는 노선이다. 피렌체-로마 선, 피사-리보르노-로마 선, 로마-피우미치노 선을 따라 운행된다. 로마 시 영역 내에서는 통근철도의 역할을 하고 있으며, 하루 평균 65,000명의 승객이 이용한다.
1호선의 줄임말인 FL1은 공공장소의 안내 (예:대중교통 노선도)나 열차시간표, 일부 역내 표지판에 표기되는 것으로, 행선안내판 등에는 'L1'이라고만 표시된다. 트레니탈리아 공식 철도시간표에서는'M70 Orte–Fara Sabina–Fiumicino FR1'로 표시된다.

## 역사
라치오 철도 1호선은 1994년에 운행을 개시하였으며 당시 운행구간은 몬테로톤도-멘타나부터 피우미치노 공항까지였다. 1호선의 운행 개시로 로마로 향하는 열차 운행빈도는 더욱 늘어나게 되었다. 이후 오르테 역과 몬테로톤도-멘타나 역을 잇는 한시간 간격의 열차운행도 이뤄졌다. 이 당시 피우미치노 근처 구간은 두 지선으로 나뉘어 한쪽은 피우미치노 시내로, 한쪽은 피우미치노 공항으로 계속 운행하는 식이었다.
2000년에는 운행시간표를 개편하면서 피우미치노 시내로 진입하던 열차편은 공식적으로 운행을 중단하였다. 2006년 12월 7일에는 피에라 디 로마 역이 새로 문을 열면서 1호선의 정차역 중 하나가 되었다.

## 경로
- 오르테 ↔ 피우미치노 아에로포르토

1호선은 교외에서 교외로 이어지며 중간에 로마 시를 통과하는 형태의 경로를 취하고 있다. 비테르보 주 오르테 역에서 피렌체-로마 선을 타고 남쪽으로 로마 티부르티나 역까지 온 다음, 피사-리보르노-로마 선을 따라 동쪽으로 가서 로마 도심의 남부에 이른다. 마지막으로 로마-피우미치노 선을 타고 피우미치노 시의 남서쪽에 위치한 피우미치노 공항역에 도달하게 된다.

## 역 목록
1호선의 정차역은 다음과 같다.
- 오르테
- 갈레세 인 테베리나
- 치비타 카스텔라나-말리아노
- 콜레베키오-포조 소마빌라
- 스티밀리아노
- 가비냐노 사비노
- 포조 미르테토
- 파라 사비나-몬텔리브레티
- 피아나 벨라 디 몬텔리브레티
- 몬테로톤도-멘타나
- 세테바니 (여기까지 도심요금 적용)
- 피데네
- 누오보 살라리오
- 발 달라
- 로마 노멘타나
- 로마 티부르티나
- 로마 투스콜라나
- 로마 오스티엔세
- 로마 트라스테베레
- 빌라 보넬리
- 말리아나
- 무라텔라
- 폰테 갈레리아
- 피에라 디 로마 (여기까지 도심요금 적용)
- 파르코 레오나르도
- 피우미치노 아에로포르토 LE

## 같이 보기
- 라치오 주의 철도역 목록
- 이탈리아의 철도
- 로마의 교통